# 자유운동-유럽 조지아
자유운동-유럽 조지아(조지아어: ევროპული საქართველო, evropuli sak'art'velo 에브로풀리 사카르트벨로)는 조지아의 정당으로, 2017년 1월 통합국민운동당을 탈당한 21명의 의원에 의해 창당되었다.